# Remyus
Remyus is een geslacht van hooiwagens uit de familie Zalmoxioidae.
De wetenschappelijke naam Remyus is voor het eerst geldig gepubliceerd door Roewer in 1949. 

## Soorten
Remyus is monotypisch en omvat slechts de volgende soort:
- Remyus gracillimus